# Cleome augustinensis
Cleome augustinensis är en paradisblomsterväxtart som beskrevs av Briquet. Cleome augustinensis ingår i släktet paradisblomstersläktet, och familjen paradisblomsterväxter. Inga underarter finns listade i Catalogue of Life.